# Uroleucon chrysanthemi
Uroleucon chrysanthemi är en insektsart som först beskrevs av Oestlund 1886.  Uroleucon chrysanthemi ingår i släktet Uroleucon och familjen långrörsbladlöss. Inga underarter finns listade i Catalogue of Life.